# Striga junodii
Striga junodii är en snyltrotsväxtart som beskrevs av Schinz. Striga junodii ingår i släktet Striga och familjen snyltrotsväxter. Inga underarter finns listade i Catalogue of Life.